# Onthophagus parvus
Onthophagus parvus é uma espécie de inseto do género Onthophagus, família Scarabaeidae, ordem Coleoptera.
Foi descrita cientificamente por Blanchard em 1853.